# Herrarnas 800 meter frisim vid världsmästerskapen i kortbanesimning 2022
Herrarnas 800 meter frisim vid världsmästerskapen i kortbanesimning 2022 avgjordes den 17 december 2022 i Melbourne Sports and Aquatic Centre i Melbourne i Australien. Det var första gången 800 meter frisim för herrar var med som en gren i kortbane-VM.
Guldet togs av italienska Gregorio Paltrinieri efter ett lopp på 7 minuter och 29,99 sekunder, vilket blev ett nytt mästerskapsrekord. Silvret togs av norska Henrik Christiansen och bronset togs av franska Logan Fontaine.

## Rekord
Inför tävlingens start fanns följande världsrekord:
|              | Namn          | Nation     | Tid     | Ort                   | Datum        |
| ------------ | ------------- | ---------- | ------- | --------------------- | ------------ |
| Världsrekord | Grant Hackett | Australien | 7.23,42 | Melbourne, Australien | 20 juli 2008 |

Följande nya rekord noterades under mästerskapet:
| Datum       | Omgång | Namn                 | Nationalitet | Tid     | Rekord |
| ----------- | ------ | -------------------- | ------------ | ------- | ------ |
| 17 december | Final  | Gregorio Paltrinieri | Italien      | 7.29,99 | 0MR0   |

## Resultat
De långsammare heaten startade klockan 13:12 och det snabbare heatet startade klockan 19:50.
| Placering | Heat | Bana | Namn                        | Nationalitet | Tid           | Noteringar    |
| --------- | ---- | ---- | --------------------------- | ------------ | ------------- | ------------- |
| 1         | 3    | 4    | Gregorio Paltrinieri        | Italien      | 7.29,99       | 0MR0          |
| 2         | 3    | 2    | Henrik Christiansen         | Norge        | 7.31,48       |               |
| 3         | 3    | 3    | Logan Fontaine              | Frankrike    | 7.33,12       |               |
| 4         | 3    | 8    | Shogo Takeda                | Japan        | 7.33,78       | 0AR0          |
| 5         | 3    | 5    | David Johnston              | USA          | 7.34,33       |               |
| 6         | 2    | 6    | Joris Bouchaut              | Frankrike    | 7.35,12       |               |
| 7         | 2    | 5    | Marwan Elkamash             | Egypten      | 7.36,01       | 0NR0          |
| 8         | 2    | 7    | Charlie Clark               | USA          | 7.37,54       |               |
| 9         | 3    | 7    | Mack Horton                 | Australien   | 7.40,64       |               |
| 10        | 2    | 1    | Ondřej Gemov                | Tjeckien     | 7.42,70       |               |
| 11        | 1    | 5    | Carlos Garach               | Spanien      | 7.44,53       |               |
| 12        | 2    | 8    | Kim Woo-min                 | Sydkorea     | 7.45,29       |               |
| 13        | 2    | 4    | Mert Kılavuz                | Turkiet      | 7.47,57       |               |
| 14        | 3    | 1    | Alexander Grant             | Australien   | 7.48,25       |               |
| 15        | 2    | 2    | Lucas Alba                  | Argentina    | 7.49,53       | 0NR0          |
| 16        | 2    | 6    | Louis Clark                 | Nya Zeeland  | 7.53,36       |               |
| 17        | 1    | 6    | Ratthawit Thammananthachote | Thailand     | 7.55,24       | 0NR0          |
| 18        | 1    | 4    | Jon Jøntvedt                | Norge        | 7.55,93       |               |
| 19        | 1    | 3    | Jakub Poliačik              | Slovakien    | 8.05,91       |               |
| 20        | 1    | 1    | Rodolfo Falcón              | Kuba         | 8.11,47       |               |
| 21        | 1    | 7    | Yordan Yanchev              | Bulgarien    | 8.17,85       |               |
| 22        | 1    | 8    | Lin Sizhuang                | Macao        | 8.21,81       | 0NR0          |
| 23        | 1    | 2    | Dylan Cachia                | Malta        | 8.22,71       |               |
| 24        | 2    | 3    | Victor Johansson            | Sverige      | Startade inte | Startade inte |